# Пахи
Пахи (пол. Pachy) — село в Польщі, у гміні Біла-Равська Равського повіту Лодзинського воєводства.
Населення — 127 осіб (2011).
У 1975-1998 роках село належало до Скерневицького воєводства.

## Демографія
Демографічна структура станом на 31 березня 2011 року:
|          | Загалом | Допрацездатний вік | Працездатний вік | Постпрацездатний вік |
| -------- | ------- | ------------------ | ---------------- | -------------------- |
| Чоловіки | 58      | 13                 | 34               | 11                   |
| Жінки    | 69      | 21                 | 34               | 14                   |
| Разом    | 127     | 34                 | 68               | 25                   |